# Johann Berenhard Klausing
Johann Berenhard Klausing (* vor 1683; † 1762) war ein deutscher Orgelbauer aus Herford, der in der ersten Hälfte des 18. Jahrhunderts in Nordwestdeutschland wirkte.

## Leben
Biografisch ist wenig über Johann Berenhard Klausing gesichert. Er wurde als Sohn von Hinrich Klausing (* 1642/43 in Rheda; † 1720 in Herford) geboren, in dessen Betrieb er 1693 nachgewiesen ist. Ab 1711 trat Johann Berenhard als Vertreter und Nachfolger seines Vaters auf. Sein Bruder Christian Klausing (1687–1764) wurde ebenfalls Orgelbauer. Beide Söhne führten gemeinsam den väterlichen Betrieb fort. Johann Berenhard war von 1724 bis 1761 Structuarius und Organist am Herforder Münster. Er starb zwischen dem 13. Oktober 1761 und dem 24. August 1762.

## Werk
Die Herforder Familie Klausing wirkte im 17. und 18. Jahrhundert zwischen Hannover und Westfalen und von der Nordsee bis zum Sauerland mit Schwerpunkt im Raum Bielefeld und Osnabrück. Die bekannte Orgelbaufamilie errichtete zwischen 1677 und 1755 etwa 50 Orgelneubauten, die sicher zugeschrieben werden können. Aufgrund der Zusammenarbeit im Familienbetrieb lassen sich die Werke der drei Orgelbauer der Familie nicht immer eindeutig auseinanderhalten. In der Regel wurden kleine einmanualige Orgeln mit angehängtem Pedal gebaut, die über etwa sechs bis maximal zwölf Register in einheitlicher Disposition verfügten. Lediglich vier von ihnen weisen ein selbstständiges Pedal auf, das hinter dem Hauptwerk aufgestellt wurde. 1715 entstand das einzige Rückpositiv der Familie durch Johann Berenhard. Kennzeichnend für die Werke der Familie Klausing ist die reich verzierte Prospektgestaltung mit Türmen und vielen Pfeifenfeldern, die nach innen abgestuft ansteigen. Daneben knüpfte die Familie am westfälischen Typ mit den charakteristischen doppelgeschossigen Spitztürmen zwischen drei Rundtürmen an. Arbeiten von Johann Berenhard Klausing sind für den Zeitraum zwischen 1711 und 1738 bezeugt. Bis etwa 1720 werden handwerklich anspruchsvolle Springladen verwendet.

## Werkliste (Auswahl)
In der fünften Spalte der Tabelle bezeichnet die römische Zahl die Anzahl der Manuale, ein großes „P“ ein selbstständiges Pedal, ein kleines „p“ ein nur angehängtes Pedal und die arabische Zahl in der sechsten Spalte die Anzahl der klingenden Register.
| Jahr      | Ort                 | Kirche                         | Bild           | Manuale | Register | Anmerkungen |
| --------- | ------------------- | ------------------------------ | -------------- | ------- | -------- | --- |
| 1711      | Höxter              | St. Nikolai                    |                | I/p     | 8        | Neubau; später Erweiterungsumbauten auf heute III/P/32; einige Register und teils Gehäuse erhalten; 1973 und 1999 restauriert durch den Westfälischen Orgelbau S. Sauer                                                    |
| 1711      | Lüchtringen         |                                |                | I/p     |          | Neubau; nicht erhalten |
| 1712      | Höxter              | St. Petri                      |                | II/P    | 20       | Neubau; nicht erhalten |
| 1713      | Melle               | St. Matthäus                   |                | II/p    | 17       | oder von Hinrich Klausing; ursprünglich in Osnabrück/Dominikanerkloster; 1819 der Pfarrei Melle geschenkt; 1858 Erweiterungsumbau auf II/P/26; Orgel weitgehend erhalten; 2008/09 restauriert durch Hendrik Ahrend → Orgel |
| 1715      | Quakenbrück         |                                |                |         |          | Neubau eines Rückpositivs |
| um 1715   | Mülheim an der Ruhr |                                |                |         |          | Neubau |
| 1716      | Wüsten              | Ev.-ref. Kirche                |                | I/p     |          | oder Christian Klausing; Neubau |
| 1714–1717 | Oelinghausen        | Kloster Oelinghausen           | weitere Bilder | II/p    |          | Erweiterungsumbau der Orgel von Marten de Mare (1599; II/p/15); Prospekt und einige Register erhalten; 2000–2002 restauriert durch Orgelbau Kuhn → Orgel                                                                   |
| 1717      | Wiedensahl          | St. Nikolai                    |                | I/p     |          | zusammen mit Christian Klausing; heute II/P/20; nur Gehäuse erhalten |
| 1718      | Silixen             | Ev.-ref. Kirche                |                | I/p     |          | drei Register von vermutlich Johann Berenhard Klausing erhalten (heute II/P/16) |
| um 1720   | Zwillbrock          | St. Franziskus                 |                | II/p    | 18       | oder Christian Klausing |
| 1722?     | Rhynern             | St. Regina                     |                | II/p    | 18       | oder Christian Klausing; ursprünglich für Soest/Dominikanerkirche |
| 1722      | Hiddenhausen        | Ev. Kirche                     |                | I/p     |          | wahrscheinlich von Gebrüder Klausing; Gehäuse erhalten (heute II/P/16) |
| vor 1725  | Detmold             | Ev.-luth. Kirche               |                | I/p     |          | Neubau |
| 1725      | Schlangen           |                                |                | I/p     | 6        | Neubau |
| 1730?     | Himmelpforten       |                                |                | II/p    | 20       | oder Christian Klausing; Neubau |
| 1735–1737 | Warburg             | Dominikanerkirche              |                | II/p    | 16       | oder Christian Klausing; Neubau |
| 1738      | Dielingen           | St. Marien                     |                | I/p     |          | Erweiterungsumbau (ein Register und Tonumfang) |
| um 1740   | Herzebrock-Clarholz | St. Laurentius                 |                | II/P    |          | Orgelbauer nicht eindeutig (möglicherweise Johann Patroclus Möller oder Johann Josef Mencke); heute II/P/30 |
| 1748      | Varenholz           | Schloss Varenholz, Ref. Kirche |                | I/p     | 9        | oder Christian Klausing; Neubau |
| 1752      | Langenholzhausen    | Ev.-ref. Kirche                |                | I/p     | 10       | oder Christian Klausing; Neubau |